# Communauté de communes de Marcigny
Die Communauté de communes de Marcigny (inoffiziell auch: Communauté de communes Marcigny) ist ein französischer Gemeindeverband mit der Rechtsform einer Communauté de communes im Département Saône-et-Loire in der Region Bourgogne-Franche-Comté. Sie wurde am 28. Dezember 1993 gegründet und umfasst zwölf Gemeinden. Der Verwaltungssitz befindet sich im Ort Marcigny.

## Mitgliedsgemeinden
| Gemeinde                           | Einwohner 1. Januar 2022 | Fläche km² | Dichte Einw./km² | Code INSEE | Postleitzahl |
| ---------------------------------- | ------------------------ | ---------- | ---------------- | ---------- | ------------ |
| Anzy-le-Duc                        | 423                      | 25,06      | 17               | 71011      | 71110        |
| Artaix                             | 343                      | 21,41      | 16               | 71012      | 71110        |
| Baugy                              | 495                      | 12,61      | 39               | 71024      | 71110        |
| Bourg-le-Comte                     | 171                      | 11,40      | 15               | 71048      | 71110        |
| Céron                              | 264                      | 23,53      | 11               | 71071      | 71110        |
| Chambilly                          | 471                      | 13,63      | 35               | 71077      | 71110        |
| Chenay-le-Châtel                   | 373                      | 32,14      | 12               | 71123      | 71340        |
| Marcigny                           | 1.711                    | 8,15       | 210              | 71275      | 71110        |
| Melay                              | 964                      | 36,50      | 26               | 71291      | 71340        |
| Montceaux-l’Étoile                 | 297                      | 9,64       | 31               | 71307      | 71110        |
| Saint-Martin-du-Lac                | 241                      | 14,04      | 17               | 71453      | 71110        |
| Vindecy                            | 246                      | 16,56      | 15               | 71581      | 71110        |
| Communauté de communes de Marcigny | 5.999                    | 224,67     | 27               | –          | –            |